# Сборная Греции по футболу (до 17 лет)
Сборная Греции по футболу до 17 лет (греч. Η Εθνική ομάδα ποδοσφαίρου Ελλάδας κάτω των 17) — национальная футбольная команда, представляющая Грецию в международных юношеских турнирах и товарищеских матчах. За неё имеют право выступать игроки возрастом 17 лет и младше. Контролируется Греческой федерацией футбола.
Сборная 13 раз квалифицировалась на чемпионат Европы до 16 / до 17 лет. На чемпионатах мира (до 16 / до 17 лет) сборная не выступала.

## История
- 1982: Не квалифицировалась
- 1984: Не квалифицировалась
- 1985: 2-е место
- 1986: Групповой этап
- 1987: Групповой этап
- 1988: Не квалифицировалась
- 1989: Групповой этап
- 1990: Не квалифицировалась
- 1991: 3-е место
- 1992: Не квалифицировалась
- 1993: Групповой этап
- 1994: Не квалифицировалась
- 1995: Не квалифицировалась
- 1996: 4-е место
- 1997: Не квалифицировалась
- 1998: Групповой этап
- 1999: Групповой этап
- 2000: 4-е место
- 2001: Не квалифицировалась
- 2002: Не квалифицировалась
- 2003: Элитный раунд — Не квалифицировалась
- 2004: Элитный раунд — Не квалифицировалась
- 2005: Элитный раунд — Не квалифицировалась
- 2006: Не квалифицировалась
- 2007: Элитный раунд — Не квалифицировалась
- 2008: Элитный раунд — Не квалифицировалась
- 2009: Элитный раунд — Не квалифицировалась
- 2010: Групповой этап
- 2011: Элитный раунд — Не квалифицировалась
- 2012: Не квалифицировалась
- 2013: Не квалифицировалась
- 2014: Элитный раунд — Не квалифицировалась
- 2015: Групповой этап
- 2016: Элитный раунд — Не квалифицировалась
- 2017: Элитный раунд — Не квалифицировалась
- 2018: Элитный раунд — Не квалифицировалась
- 2019: Групповой этап
- 2020 — Турнир отменён
- 2021 — Будет определено позднее